# Stanley D. Wilson
Stanley D. Wilson (* 12. August 1912; † 17. November 1985) war ein US-amerikanischer Bauingenieur (Geotechnik).
Wilson studierte an der Harvard University bei Arthur Casagrande und war dort 1948 bis 1953 Assistant Professor. Während dieser Zeit befasste er sich unter anderem mit Vorbelastungen von bindigen Böden zur Setzungskontrolle. 1954 gründete er mit William L. Shannon (dem Präsidenten der Firma) das geotechnische Ingenieurlabor Shannon and Wilson, das noch heute besteht mit Hauptsitz in Seattle. 1978 ging er als Vizepräsident in den Ruhestand.
Er beschäftigte sich insbesondere mit Dammbau (einschließlich Instrumentierung), Erdrutschen und deren Stabilisierung, Erdbeben (unter anderem mit Untersuchungen nach dem Alaska Erdbeben 1964), Gründungen und geotechnischen Feldmessungen.
1969 hielt er die Terzaghi Lecture. 1985 erhielt er die Rickey Medal der ASCE für seine Beiträge zum Dammbau. Er war Mitglied der National Academy of Engineering (1967).